# نشنال ایرویز اتیوپیا
نشنال ایرویز اتیوپیا (به انگلیسی: National Airways Ethiopia) یک شرکت هواپیمایی با کد یاتا 9Y است که در تاریخ ۱ نوامبر ۲۰۰۷ میلادی تأسیس شده است.
دفتر مرکزی نشنال ایرویز اتیوپیا در آدیس آبابا، اتیوپی واقع شده‌است و قطب این شرکت هواپیمایی در فرودگاه بین‌المللی بوول قرار دارد.